# La Fille à la peau de lune

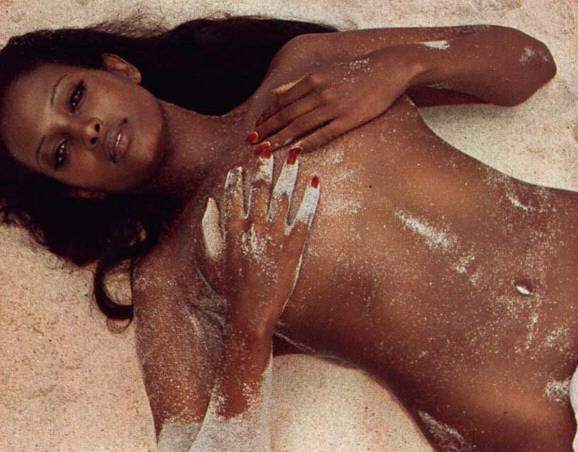
Zeudi Araya dans une scène du film

La Fille à la peau de lune (La ragazza dalla pelle di luna) est un film érotique italien écrit et réalisé par Luigi Scattini, sorti en 1972.
Le film a marqué les débuts au cinéma de Zeudi Araya,.

## Synopsis
Alberto, un ingénieur, et Helen, une photographe de magazine sont mariés depuis quelques années, mais leur mariage est en crise. Ils décident de faire un voyage aux Seychelles, où ils montrent leur infidélité.

## Notice technique
- Titre : La ragazza dalla pelle di luna
- Réalisatio: : Luigi Scattini
- Scénario : Luigi Scattini et Mario Di Nardo
- Producteur : Danilo Marciani
- Maison de production : Aquila Cinematografica, P.A.C. Produzioni Atlas Consorziate
- Distribution en Italie : P.A.C. Produzioni Atlas Consorziate
- Photographie : Nino Borghesi
- Montage : Luigi Scattini
- Musique : Piero Umiliani
- Décors : Francesco Calabrese
- Costumes : Adriana Berselli
- Maquillage : Giuseppe Ferranti
- Genre : dramatique, érotique
- Durée : 90 min
- Sortie : 1972

## Distribution
- Zeudi Araya : Simoa
- Ugo Pagliai : Alberto
- Beba Lončar : Helen
- Giacomo Rossi Stuart : Giacomo